# Мар'янівка (Мар'янівська селищна громада)
Мар'я́нівка — селище в Україні, адміністративний центр Мар'янівської селищної громади Луцького району Волинської області. 

## Географія
Селище Мар'янівка розташоване на південному заході Луцького району, за 61 км від обласного центру, 7 км від міста Горохів та за 70 км від аеропорту «Луцьк». Селище оточена лісами, річками і озерами. Неподалік від Мар'янівки знаходиться озеро, на якому зведена Мар'янівська гребля. Селищем тече річка Липа, на якій, знаходиться друга гребля. За 12 км від селища пролягає автошлях національного значення Н17 (Львів — Радехів — Луцьк). У Мар'янівці знаходиться недіюча злітно-посадкова смуга (аеродром), яка раніше використовувалася літаками Ан-2.

## Історія
Мар'янівка заснована на початку XVIII століття. переселенцями з Польщі. Тоді поселення мало назву хутір Мусін. У 1921 році польська влада перейменувала в Мар'янівку.
У 1940—1962 роках Мар'янівка — адміністративний центр Мар'янівського району Волинської області.
У 1958 році Мар'янівка набула статусу селища міського типу. 
З 1962 року перебувала у складі Горохівського району.
12 червня 2020 року, відповідно до розпорядження Кабінету Міністрів України № № 708-р «Про визначення адміністративних центрів та затвердження територій територіальних громад Волинської області», утворена Мар'янівська селищна громада Горохівського району.
19 липня 2020 року, в результаті адміністративно-територіальної реформи та ліквідації Горохівського району, селище увійшло до складу новоутвореного Луцького району.

## Населення

### Мова
Розподіл населення за рідною мовою за даними перепису 2001 року:
| Мова       | Кількість | Відсоток |
| ---------- | --------- | -------- |
| українська | 2781      | 99.07%   |
| російська  | 24        | 0.85%    |
| білоруська | 1         | 0.04%    |
| румунська  | 1         | 0.04%    |
| Усього     | 2807      | 100%     |

## Пам'ятки
У селищі діє дві церкви — православна та п'ятидесятницька. 
Неподалік Мар'янівки розташовані так звані Катеринські гори у вигляді фортеці з одним в'їздом. Ці пагорби виникли наприкінці XVII — початку XVIII століття, як захисна споруда, заввишки 15-20 метрів. Існує легенда, за якої солдати для побудови цих «гір» носили землю у своїх шапках.
У 1928 році на околиці Мар'янівки, під час створення насипу під майбутню залізничну лінію Львів — Луцьк, було знайдено величезний скарб срібних й золотих римських монет. Точну кількість монет встановити не вдалося вже тоді, бо їх поспіхом розібрали землекопи. Попри те, що значна частина коштовностей розійшлася по руках, представникам влади вдалося відібрати у землекопів близько 9 кг монет. До складу скарбу входив також золотий медальйон імператора Клавдія Йовіана (363—364 pp. н. е.). Відомий дослідник старожитностей Волині археолог Олександр Цинкаловський у своїй праці «Матеріали до праісторії Волині і Волинського Полісся» докладно проаналізував частину скарбу, вагою 4 кг, у сумі 362 срібні монети. Вважається, що Мар'янівський скарб було заховано в землі у IV — початку V столітті нової ери.
На вулиці Незалежності встановлений пам'ятник Героям Другої світової війни.
30 вересня 2017 року митрополит Луцький і Волинський Михаїл в Мар'янівці освятив новозбудований храм УПЦ КП на честь мучениць Віри, Надії, Любові та матері їх Софії.
12 червня 2020 року, відповідно до розпорядження Кабінету Міністрів України № 708-р «Про визначення адміністративних центрів та затвердження територій територіальних громад Волинської області», утворена Мар'янівська селищна громада.
19 липня 2020 року, в результаті адміністративно-територіальної реформи та ліквідації Горохівського району, селище увійшло до складу Луцького району.
У середині вересня 2021 року місцеві жителі обурились можливим будівництвом недільної школи РПЦвУ.
26 січня 2024 року в Україні набув чинності Закон № 3285-IX, який передбачає дерадянізацію адміністративно-територіального устрою України, то ж селище міського типу Мар'янівка набуло статусу селища.

## Економіка
Мар'янівка відноситься до промислової зони Луцького району, тут працюють два заводи — зернопереробний та цукровий — та ТзОВ «Мар'янівка-МТС»Цукор Горохівського цукрового заводу був фіналістом Всеукраїнського конкурсу якості товарів (100 найкращих товарів України)[джерело?].
Одне з потужних підприємств є ЗАТ «Горохівзернопрод», яке надає послуги із зберігання й переробці зерна. На підприємстві облаштована акредитована лабораторія якості зерна, атестований персонал лабораторії. Наявне відповідне обладнання для сушіння, контролю за температурою, очищення та переробки зерна.
За радянських часів в селищі працював також один з найпотужніших в області плодоконсервний завод облспоживспілки, проте з 2005 року виробництво на ньому припинено. У 2008 році фактично зупинило свою діяльність ВАТ «Горохівський сирзавод».
Сільськогосподарський сектор економіки спеціалізується на птахівництві, рослинництві і тваринництві. Птахівництво на території Мар'янівської селищної ради має промислові масштаби. В селищі знаходяться птахоферми, на яких агропромгрупа «Пан Курчак» (найпотужніша в Західній Україні виробнича структура сільськогосподарської галузі) вирощує 1 млн голів курчат-бройлерів на рік.
Рослинницька галузь спеціалізується на вирощуванні зернових культур, цукрових буряків і ріпаку. Загальна посівна площа 3200 га. На сьогодні використовується 2200 га. Вільна площа для інвестування у розвиток рослинництва становить 1000 га (додатково — землі паїв). Тваринницька галузь м'ясо-молочного напрямку спеціалізується на свинарстві (500 голів) та утриманні великої рогатої худоби (2050 голів). Є також 50 коней. Заплавні луки займають 70 га.
Потрібні інвестиції у створення центрів збору, зберігання і переробки сільськогосподарської продукції, у збільшення поголів'я племінного стада, розвиток центрів збирання і переробки молока, а також будівництво центрів забою та первинної переробки м'яса.
В сільськогосподарському секторі працює ТзОВ «Мар'янівка МТС», яке займається вирощуванням кормових культур та відгодівлею свиней.
У сфері послуг працюють стоматологічний кабінет, ЛОР-кабінет і лазня.
На території Мар'янівської селищної ради зареєстровано 20 фізичних осіб-підприємців, більшість з яких зайняті в сфері торгівлі (17 торговельних точок).
З корисних копалин є запаси торфу у долині річки Липа.

## Інфраструктура
У Мар'янівці збудовано дві школи — початкова і середня, дитячий дошкільний навчальний заклад, бібліотека, три гуртожитки, будинок культури, парк, пожежно-рятувальна служба, відділення поліції,  відділення поштового зв'язку, ринок, столярні, станція технічного обслуговування, крамниця, кав'ярня, бари, фотомагазин, спортзал, перукарня, салон краси, лазня, аптеки, амбулаторія сімейної медицини, стоматологічний кабінет, ветеринарна аптека, залізнична станція, дім милосердя.
В селищі розташована футбольна спортивна база і футбольний стадіон, на якому проводить матчі місцева аматорська команда ФК «Мар'янівка»

## Галерея

Будівництво школи № 2, маслозаводу та будинків на вул. Соборній
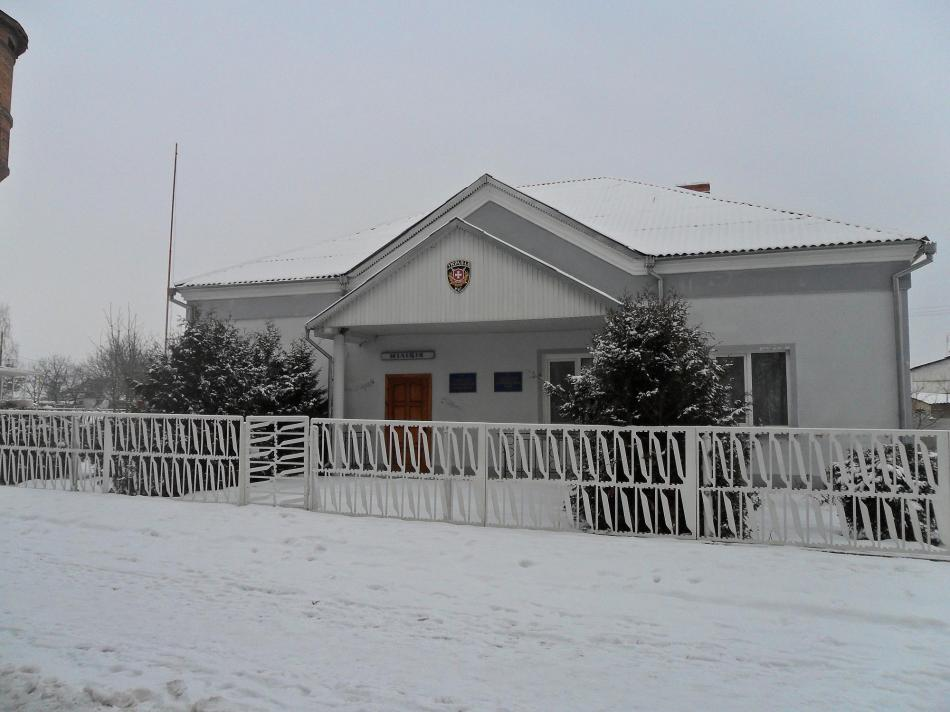
Відділення поліції
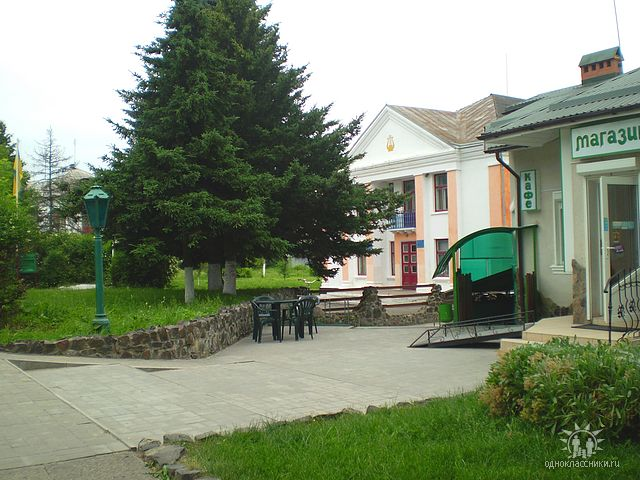
Площа Незалежності
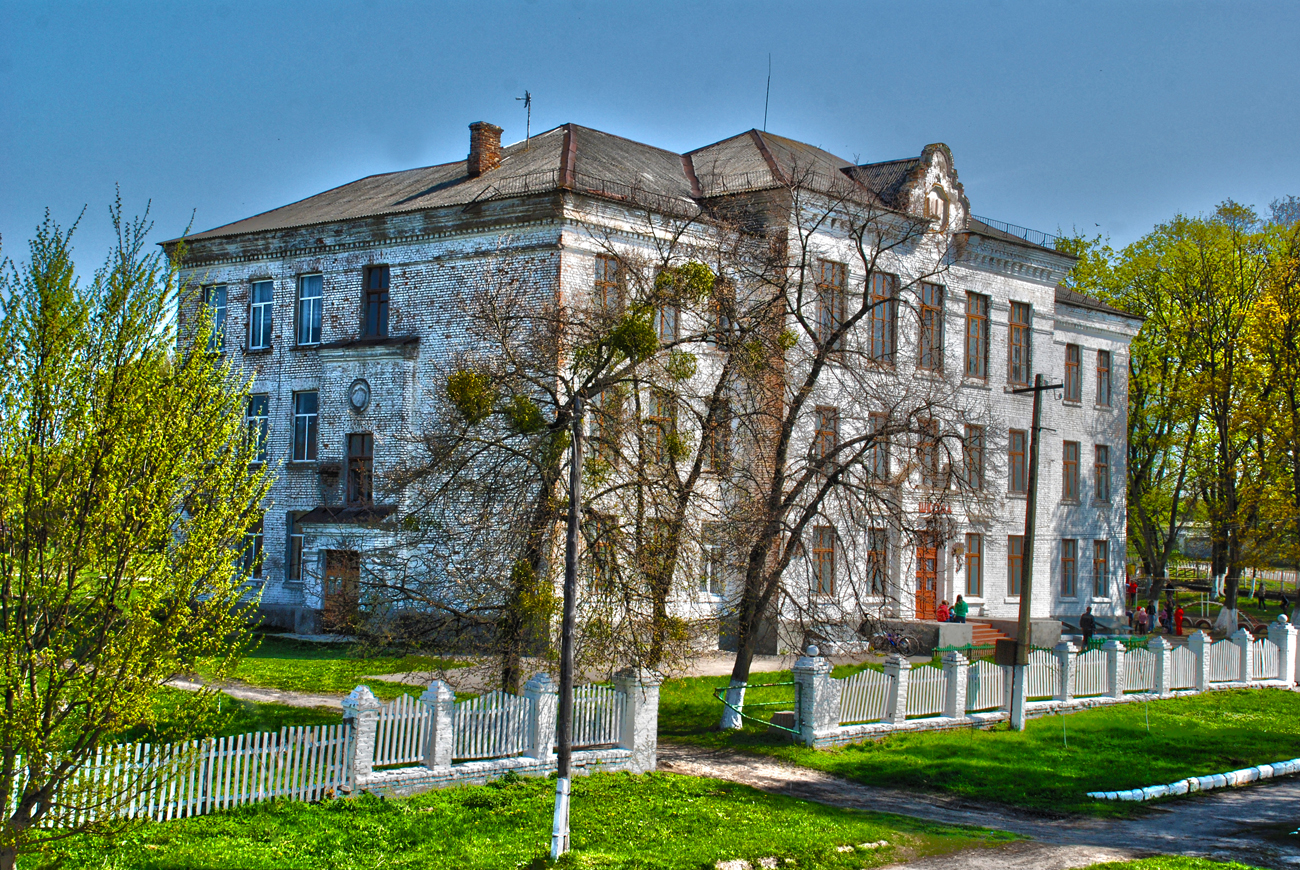
Школа № 2
Поліція

## Особистість
Уродженка селища:
- Стрільчук Людмила Василівна (нар. 1974) — доктор історичних наук, професор.